# Die letzte Front – Defenders of Riga
Die letzte Front – Defenders of Riga (Originaltitel: Rīgas sargi) ist ein lettischer Spielfilm aus dem Jahr 2007. Er handelt von dem Kampf lettischer Patrioten um nationale Unabhängigkeit von 1918 bis 1920 (Lettischer Unabhängigkeitskrieg).

## Handlung
Im November 1919 marschiert die deutsche Eiserne Division mit 50.000 Mann vor den Toren Rigas auf. Deren Kommandeur General von der Goltz hat das Ende des Ersten Weltkrieges nicht akzeptiert und will das Baltenland wieder unter deutsche Kontrolle bringen. Dazu lässt sich die Eiserne Division als Freikorps von der lettischen Gegenregierung von Andrievs Niedra anwerben. Aus Angst vor einem Flächenbrand zögern das Vereinigte Königreich und Frankreich, der jungen Nation Lettland beizustehen.
Veteran Martin ist gerade erst von der Ostfront zurückgekehrt und auf dem Weg zu seiner Hochzeit. Gegen den Willen seiner Braut Elsa entscheidet er sich, den Widerstand der Hauptstadt zu organisieren. Doch können die einfachen Bürger der übermächtigen Bedrohung trotzen und den Untergang ihres Heimatlandes verhindern? Eine erbitterte Schlacht beginnt …

## Hintergrund
Regie führte Aigars Grauba, die Schauspielerin Lisa Eichhorn verfasste als Co-Autorin das Drehbuch. Der Film war der erste offizielle lettische Beitrag bei der Oscarverleihung 2009.

## Kritik
„Aufwändig produziertes, etwas hölzern gespieltes lettisches Nationalepos.“